# 哈氏隱燈眼鯛
哈氏隱燈眼鯛，為輻鰭魚綱金眼鯛目燧鯛亞目燈眼魚科的其中一種，分布於東太平洋的加利福尼亞灣海域，棲息深度32-36公尺，體長可達8公分，棲息在臨海礁坡或有遮蔽的礁石區，夜行性，可作為觀賞魚。